# Ulrich Jasper Seetzen
 (décembre 2018).
Si vous disposez d'ouvrages ou d'articles de référence ou si vous connaissez des sites web de qualité traitant du thème abordé ici, merci de compléter l'article en donnant les références utiles à sa vérifiabilité et en les liant à la section « Notes et références ».
Ulrich Jasper Seetzen (né le 30 janvier 1767 à Jever dans la principauté d'Anhalt-Zerbst) et mort en septembre 1811 vers Sanaa (Yémen), est un explorateur allemand du Proche et du Moyen-Orient.

## Biographie
Né à Jever dans la principauté d'Anhalt-Zerbst, il étudie la médecine à l'université de Gottingue et s'intéresse à l'histoire naturelle, à la technologie, à l'économie et au droit, mais surtout à l'exploration géographique. 
Conseiller en antiquité à Jever, le duc de Saxe-Gotha lui fournit les moyens d'un grand voyage en Asie centrale. Il embarque ainsi en 1802 sur le Danube à destination de Constantinople où il reste six mois. Puis il séjourne à Smyrne et Alep de novembre 1803 à avril 1805.
Il voyage ensuite à travers la Palestine et le Sinaï, jusqu'au Caire et au Fayoum. Il est le premier voyageur connu à se rendre à Hauran, au sud de la Syrie. Il y recueille des informations sur les villages antiques et y recopie plusieurs inscriptions grecques. Quittant l'Égypte, il gagne par la mer Djedda et rejoint La Mecque déguisé en pèlerin. Il se convertit à l'islam et prend le nom de Hag Moses. Il parcourt l'Arabie et le Yémen de Médine à Moka. Il est assassiné par ses guides sur la route de Sanaa. 

## Publication
La partie de son journal couvrant la période d'avril 1808 à mars 1809 a été publiée sous le titre Reisen (« Voyages ») à Berlin en 1854. Une réédition tronquée parait à Vienne en 2002, ce qui suscite des commentaires outrés de l'historienne française Annie Sartre-Fauriat.